# Anzur Ismoilov
Anzur Ismoilov (* 21. April 1985 in Taschkent) ist ein usbekischer Fußballspieler.

## Karriere

### Verein
Er wurde mit Paxtakor Taschkent von 2003 bis 2006 viermal in Folge Usbekischer Meister sowie Pokalsieger. Nach einem Zwischenspiel bei Dinamo Samarkand gewann er mit Paxtakor Taschkent 2007 erneut den Titel. 2010 ging Ismoilov zu Bunyodkor Taschkent, mit dem er seine sechste Meisterschaft gewann. 2011 wechselte er in die Chinese Super League zu Changchun Yatai. 2018 ging er zurück in seine Heimat zu Lokomotiv Taschkent. Dort blieb er zwei Spielzeiten wie auch anschließend bei Paxtakor Taschkent. In dieser Zeit wurde er erneut dreimal Meister und gewann 2020 den Pokal. Seit 2022 steht er nun beim Ligarivalen PFC AGMK Olmaliq unter Vertrag.

### Nationalmannschaft
Ismoilov wurde 2007 erstmals in die usbekische A-Nationalmannschaft berufen. 2009 wurde er bei der Dopingkontrolle nach dem Spiel gegen Bahrein positiv getestet und für drei Monate gesperrt. Bei der Asienmeisterschaft 2011 erreichte er mit Usbekistan den vierten Platz. In der Qualifikation zur Weltmeisterschaft 2014 erreichte Usbekistan die fünfte Runde und schied erst im asiatischen Entscheidungsspiel gegen Jordanien mit 8:9 nach Elfmeterschießen aus, wobei Ismoilov den entscheidenden letzten Elfmeter verschoss. Danach unterlag Jordanien im interkontinentalen Vergleich gegen Uruguay. Die Teilnahme an der Fußball-Weltmeisterschaft 2018 verspielten sie durch ein torloses Remis im letzten Qualifikationsspiel der dritten Runde gegen Südkorea. Er kam in 17 Spielen zum Einsatz und erzielte dabei zwei Tore, davon eins zum 1:0-Sieg gegen die Philippinen, wodurch sich die Usbeken für die dritte Runde qualifizierten. Bei der Fußball-Asienmeisterschaft 2019 scheiterte er mit seiner Mannschaft im Achtelfinale nach torlosen 120 Minuten im Elfmeterschießen an Australien. Am  7. Juni 2019 bestritt er beim 4:0-Sieg gegen Nordkorea sein 100. Länderspiel.

## Erfolge
- Usbekischer Meister: 2003, 2004, 2005, 2006, 2007, 2010, 2018, 2020, 2021
- Usbekischer Pokalsieger: 2003, 2004, 2005, 2006, 2007, 2009, 2010, 2020